# 243440 Colonia
243440 Colonia este un asteroid din centura principală de asteroizi.

## Descriere
243440 Colonia este un asteroid din centura principală de asteroizi. A fost descoperit pe 17 martie 2009 la Taunus de Stefan Karge și Erwin Schwab. Asteroidul prezintă o orbită caracterizată de o semiaxă mare de 2,80 ua, o excentricitate de 0,21 și o înclinație de 3,4° în raport cu ecliptica.